# Schrei
Schrei – debiutancki album grupy Tokio Hotel, wydany w Niemczech 19 września 2005 roku, a w Polsce 17 grudnia 2005 roku.
Album Schrei uzyskał status platynowej płyty w Niemczech i w Polsce.

## Lista utworów
1. „Schrei” (Krzycz)-3:17
2. „Durch den Monsun” (Przez ten wiatr)-3:58
3. „Leb’die sekunde” (Żyj sekundą)-3:47
4. „Rette mich” (Ratuj mnie)-3:42
5. „Freunde bleiben” (Pozostać przyjaciółmi)-3:42
6. „Ich bin nicht ich” (Nie jestem sobą)-3:48
7. „Wenn nichts mehr geht” (Kiedy już niczego nie będzie)-3:54
8. „Laß uns hier raus” (Pozwól nam stąd wyjść)-3:06
9. „Gegen meinen Willen” (Wbrew mojej woli)-3:36
10. „Jung und nicht mehr jugendfrei” (Młodzi, ale już bez wolności młodzieńczej) -3:22
11. „Der letzte Tag” (Ostatni dzień)-3:04
12. „Unendlichkeit” (Nieskończoność)-2:29

## Lista utworów (Limited Edition CD+DVD)
CD
1. „Schrei” - 3:17
2. „Durch den Monsun” - 3:58
3. „Leb’die sekunde” - 3:47
4. „Rette mich” - 3:42
5. „Freunde bleiben”  - 3:42
6. „Ich bin nicht ich” - 3:48
7. „Wenn nichts mehr geht” - 3:54
8. „Laß uns hier raus” - 3:06
9. „Gegen meinen Willen”  - 3:36
10. „Jung und nicht mehr jugendfrei” - 3:22
11. „Der letzte Tag”  - 3:04
12. „Unendlichkeit”  - 2:29

DVD
1. „Tokio Hotel Feature”
2. „Tokio Hotel Interview”
3. „Durch den Monsun-Videoclip”
4. „Making Of „Durch den Monsun””
5. „Tokio Hotel Gallery”

## Schrei so laut du kannst
To reedycja albumu Schrei, wydana 24 marca 2006 w Niemczech, a 24 maja 2006 w Polsce.
Wokalista zespołu Bill Kaulitz przeszedł mutację głosu, dlatego utwór Rette mich będący na poprzedniej płycie, brzmi nieco inaczej. Grupa zmieniła w pewnym sensie swój styl z powodu zmiany wyglądu frontmana. Jako bonus do płyty pojawiły się teledyski Schrei, Durch den Monsun i Rette mich.
Na tej płycie zostały również dodane 3 nowe piosenki: Beichte, Schwarz oraz Thema nr 1 .
W Polsce reedycja albumu miała miejsce 60 dni po premierze niemieckiej.

### Lista utworów
1. „Schrei” - 3:17
2. „Durch den Monsun” - 3:58
3. „Leb’die sekunde” - 3:47
4. „Rette mich”  - 3:50
5. „Freunde bleiben”  - 3:42
6. „Ich bin nicht ich”  - 3:48
7. „Wenn nichts mehr geht”  - 3:54
8. „Laß uns hier raus”  - 3:06
9. „Gegen meinen Willen”  - 3:36
10. „Jung und nicht mehr jugendfrei”  - 3:22
11. „Der letzte Tag” - 3:04
12. „Unendlichkeit” - 2:29
13. „Beichte” - 3:35
14. „Schwarz” - 3:22
15. „Thema nr 1" - 3:13

## Teledyski
Teledyski zostały nakręcone do czterech piosenek z tej płyty – Durch den Monsun, Schrei, Rette mich oraz Der letzte Tag.
Durch den Monsun został nakręcony nad jeziorem w pobliżu Berlina. Przedstawia on cały zespół występujący w polu pszenicy oraz zespół grający w czasie burzy i w sytuacji, gdy niebo jest morzem (to ma się kojarzyć z monsunem).
Schrei to teledysk w kolorze czarno-białym. Przedstawia przyjęcie w willi, podczas którego goście niszczą cały dom. Wśród tłumu są członkowie zespołu. Klip Schrei przypomina teledysk grupy Metallica do piosenki Whiskey in the Jar.
Rette mich jest jedyną balladą na płycie. Teledysk nakręcony został na dwóch planach zdjęciowych. Pierwszy przedstawia cały zespół występujący w niewielkim pomieszczeniu, którego ściany zbliżają się do siebie. W drugiej scenie widzimy samego wokalistę – Billa Kaulitza. Jest smutny i błaga o pomoc. Anormalnie „wygina się w pół”, nagle upada.
Der letzte Tag to teledysk nakręcony na dachu kina. Pod kinem jest tłum fanów, widzimy także samochody przejeżdżające ulicą. Wokalista początkowo siedzi na krawędzi dachu, później biega po dachu śpiewając.